# Grace Moore (rugby à XV)
Pour les articles homonymes, voir Moore.
Pour la chanteuse américaine, voir Grace Moore.
 (octobre 2024).
Pas d'image ? Cliquez ici

a Compétitions nationales et continentales officielles uniquement.

b Matchs officiels uniquement.
Dernière mise à jour le 13 octobre 2024.
Grace Moore, née le 21 mai 1996 à Croydon (Angleterre), est une joueuse internationale irlandaise de rugby à XV et internationale de rugby à sept évoluant au poste de troisième ligne aile.

## Biographie
Grace Moore naît le 21 mai 1996 à Croydon en Angleterre. Elle joue en 2024 au club des Ealing Trailfinders.
Elle cumule, à la fin de l'été 2024, 15 sélections en équipe d'Irlande quand elle est retenue pour le WXV 1 au Canada.